# Sinopec
China Petroleum and Chemical Corporation, més coneguda com a Sinopec, és una empresa xinesa de petroli i gas amb seu a Pequín. Cotitza a la Borsa de Hong Kong i també cotitza a la Borsa de Shangai.
La matriu de Sinopec Limited, Sinopec Group, és el conglomerat de refinació de petroli, gas i petroquímic més gran del món, amb seu al districte de Chaoyang, Pequín. El negoci de Sinopec inclou l'exploració, la refinació i la comercialització de petroli i gas; producció i venda de productes petroquímics, fibres químiques, fertilitzants químics i altres productes químics; emmagatzematge i transport per gasoductes de petroli cru i gas natural; negocis d'importació, exportació i agència d'importació/exportació de petroli cru, gas natural, productes petroliers refinats, petroquímics i altres productes químics. També produeix etanol i diversos biocombustibles com el biodièsel i el combustible per a avions verd, a partir d'oli vegetal residual.